# Lerista elegans
Lerista elegans — вид сцинкоподібних ящірок родини сцинкових (Scincidae). Ендемік Австралії.

## Поширення і екологія
Lerista elegans широко поширені на західному узбережжі Західної Австралії, від острова Монтебелло на південь до Августи, зокрема на багатьох сусідніх островах. Вони живуть на прибережних піщаних рівнинах, порослих невисокою рослинністю, серед опалого листя, трапляються на дюнах і в садах.